# Брабазон, Уильям, 1-й граф Мит
Уильям Брабазон, 1-й граф Мит (англ. William Brabazon, 1st Earl of Meath; ок. 1580 — 18 декабря 1651) — англо-ирландский пэр.

## Биография
Происходил из английской семьи, которая проживала в Лестершире во времена правления Генриха III и приехала в Ирландию в 1530-х годах. Второй сын Эдварда Брабазона, 1-го барона Арди (ок. 1548—1625), и Мэри Смайт (? — 1625), дочери Томаса Смайта.
В 1616 году его отец получил титул барона Арди в графстве Лаут (Пэрство Ирландии). Его дед, сэр Уильям Брабазон (? — 1552), в течение 23 лет занимал пост вице-казначея Ирландии. Семья Брабазон приобрела в Ирландии большие поместья.
В 1604 году Уильям Брабазон был посвящен в рыцари королем Англии Яковом I Стюартом. 7 августа 1625 года после смерти своего отца Уильям Брабазон унаследовал титул 2-го барона Арди в графстве Лаут (Пэрство Ирландии).
Член Тайного совета Ирландии с 1627 года, хранитель рукописей (Custos Rotulorum) графства Дублин.
16 апреля 1627 года для него был создан титул графа Мита в Пэрстве Ирландии .
В 1631 году в Киллруддери-хаусе лорд Мит устроил брак своей овдовевшей сестры Элизабет с сэром Джоном Брэмстоном, лордом-главным судьей Англии.
В 1644 году во время войны трёх королевства Уильям Брабазон был отправлен Ирландским парламентом ко двору роялистов в Оксфорде для консультации с Карлом I. Впоследствии он был взят в плен парламентариями и заключен в Лондонский Тауэр на 11 месяцев.
Лорд Мит скончался 18 декабря 1651 года. Ему наследовал его единственный сын Эдвард Брабазон, 2-й граф Мит.

## Семья
В феврале 1607 года Уильям Брабазон женился на Джейн Бингли (? — 16 декабря 1644), дочери сэра Джона Бингли, контролера сборов и проверок, и его первой жены, Энн Хеншоу. У супругов был один сын:
- Эдвард Брабазон, 2-й граф Мит (ок. 1610 — 25 марта 1675)[3].